# La Voix du lac
La Voix du lac ou La Femme du lac au Québec (Lady in the Lake) est une mini-série américaine en sept épisodes d'environ 51 minutes créée par Alma Har'el (en), diffusée du 19 juillet au 23 août 2024 sur Apple TV+.
Il s'agit de l'adaptation du roman éponyme de l'autrice américaine Laura Lippman, publié en 2020 aux États-Unis.

## Distribution

### Acteurs principaux
- Natalie Portman (VF : Sylvie Jacob) : Maddie Schwartz
- Moses Ingram (VF : Corinne Wellong) : Cleo Sherwood[3]
- Y'lan Noel (en) (VF : Daniel Njo Lobé) : Ferdie Platt[4]
- Brett Gelman (VF : Bruno Magne) : Milton Schwartz, mari de Maddie.
- Noah Jupe (VF : Tom Trouffier) : Seth Schwartz, fils de Maddie et Milton[5].
- Mikey Madison (VF : Sarah Brannens) : Judith Weinstein
- Josiah Cross (VF : Diouc Koma) : Reggie Robinson
- Pruitt Taylor Vince (VF : Pascal Casanova) : Bob Bauer

### Invités
- Wood Harris : Shell Gordon
- Dylan Arnold : Stephen Zawadzkie
- Charlie Hofheimer (VF : Damien Ferrette) : Wallace White
- Byron Bowers (VF : Jean-Baptiste Anoumon) : Slappy
- Ronnie Gene Blevins (en) : l'officier Boško
- David Corenswet : Allan Durst
- Mark Feuerstein : Hal Durst
- Angela Robinson (en)(VF : Virginie Emane) : Myrtle Summer
- Rebecca Spence (VF : Anne Rondeleux) : Louise Durst
- Daniel London : Dr Kornblatt

 Source et légende : version française (VF) sur RS Doublage

## Épisodes
1. L'Hippocampe, c'est un poisson. (Did You Know Seahorses Are Fish?)
2. C'est lié à la quête du merveilleux. (It Has to Do With the Search for the Marvelous.)
3. Je suis la première à l'avoir vue morte. Et vous, le dernier à l'avoir vue vivante. (I Was the First to See Her Dead. You Were the Last to See Her Alive.)
4. L'innocence s'en va lorsque l'on découvre la cruauté. D'abord, chez les autres, puis en soi-même. (Innocence leaves when you discover cruelty. First in others, then in yourself.)
5. Chaque fois que quelqu'un meurt dans ce lac, ça semble mener à vous. (Every Time Someone Turns up Dead in That Lake, It Does Seem to Lead To You.)
6. Je sais qui a tué Cléo Johnson (I Know Who Killed Cleo Johnson)
7. Mon histoire (My Story)

## Accueil critique
L'Obs souligne que « l'actrice américaine fait une entrée fracassante dans le monde des séries » et que la série est « superbement mise en scène ».